# بیلانکا (شهرستان گورلیتسه)
بیلانکا (به لهستانی:  Bielanka) یک روستا در لهستان است که در گمینا گورلیتسه واقع شده‌است. بیلانکا ۱۹۱ نفر جمعیت دارد.